# San Pablo (Bolívar)
San Pablo è un comune della Colombia facente parte del dipartimento di Bolívar.
Il centro abitato venne fondato da Alonso Ramirez de Arellano nel 1543, mentre l'istituzione del comune è del 23 ottobre 1968.